# Cymothoe cottrelli
Cymothoe cottrelli är en fjärilsart som beskrevs av D'abrera 1980. Cymothoe cottrelli ingår i släktet Cymothoe och familjen praktfjärilar. Inga underarter finns listade i Catalogue of Life.